# Artur Jorge
Artur Jorge Braga Melo Teixeira (n. 13 februarie 1946, Porto, Portugalia – d. 22 februarie 2024, Lisabona, Portugalia) a fost un fotbalist și antrenor portughez. A câștigat în 1987 Cupa Campionilor Europeni ca antrenor al echipei FC Porto. A fost ales de revista sportivă portugheză Record ca unul din cei mai buni 100 de fotbaliști portughezi ai tuturor timpurilor. 

## Palmares

### Ca jucător
- Primeira Liga – 1971, 1972, 1973, 1975
- Taça de Portugal – 1970, 1972

### Ca antrenor
- Primeira Liga – 1985, 1986, 1990
- Taça de Portugal – 1991
- Supertaça Cândido de Oliveira – 1984, 1986, 1990
- Ligue 1 – 1994
- Coupe de France – 1993
- Saudi Premier League – 2002
- UEFA Champions League – 1987
- Supercupa Rusiei – 2004
- Cupa Cupelor AFC – 2002